# نیکان و بچه غول
نیکان و بچه غول فیلمی به کارگردانی رحمان رضایی و نویسندگی افسر شایگان محصول سال ۱۳۹۱ است. این فیلم با سرمایه‌گذاری بنیاد سینمایی فارابی قرار است پخش و اکران بشود. فیلم فعلاً در مرحله پس‌تولید می‌باشد.

## خلاصه داستان
پسربچه‌ای به نام نیکان به همراه خانواده خود برای تفریح به دامنه کوه دماوند می‌روند. اما نیکان به درون گودالی می‌افتد و با دنیایی اسرارآمیز مواجه شده و در این دنیا با بچه غولی به نام خوخو آشنا می‌شود.

## بازیگران
- رامبد جوان
- ویشکا آسایش
- انوشیروان ارجمند
- صالح میرزاآقایی
- علی خلج
- اسداله یکتا
- فرامرز روشنایی
- علیرضا خمسه
- شقایق فراهانی

## سایر عوامل
- مدیر فیلمبرداری: کامیار فاروقی
- مجری طرح: حبیب‌الله الهیاری
- طراح صحنه: حسن روح‌پروری
- طراح لباس: حسن روح‌پروری
- طراح چهره‌پردازی: شادی‌آفرین الهیاری
- تدوین‌گر: نیما حسندوست - حسن حسندوست
- موسیقی متن: بهزاد عبدی
- صدابردار: اسحاق خانزادی
- عکاس: سیامک قدکچیان
- منشی صحنه: پانته‌آ حسینی
- دستیار فیلمبردار: مهدی نیک‌چهر - صفر صلاح‌لو - صابر کامیان - ابراهیم عزت‌خواه - حامد عزت‌خواه
- دستیار صحنه: کامران کامیار - محبوبه دیانت - حمید نظیفی
- دستیار لباس: محبوبه دیانت - حمید نظیفی - کامران کامیار
- مدیر تدارکات: امیر عبدالغنی
- گروه فیلمبرداری: اسماعیل نیسی
- جلوه‌های بصری و انیمیشن: استودیو انیمیشن حسام - دکتر حسام بنی اقبال
- تصویربردار پشت صحنه: سیامک قدکچیان
- دستیار تدارکات: مقداد موسوی - صادق بهبودی - علی وفاپور
- دستیار صدا: کاوه دیداری - بهنام صفاری
- دستیار چهره‌پردازی: آیدین فرضی - سیاوش آهنگر
- سینه‌موبیل: حمید علی‌زاده
- حمل و نقل: صادق بهبودی - عباس اوحدی
- گروه خدمات: صدیقه دولت‌آبادی - جواد نیکچه - سمانه نیکچه
- صدابردار: احسان خانزادی[۳]